# NGC 5918
NGC 5918 is een spiraalvormig sterrenstelsel in het sterrenbeeld Ossenhoeder. Het hemelobject werd op 26 april 1830 ontdekt door de Britse astronoom John Herschel.

## Synoniemen
- UGC 9817
- MCG 8-28-17
- ZWG 249.16
- IRAS 15177+4603
- PGC 54690